# Moorwald am Pechfluss bei Medingen
Der Moorwald am Pechfluss bei Medingen ist ein Naturschutzgebiet (NSG) in Laußnitz im Landkreis Bautzen und in Radeburg im Landkreis Meißen in Sachsen. Das 84 ha große Gebiet mit der NSG-Nr. D 97 liegt nördlich von Medingen, einem Ortsteil der Gemeinde Ottendorf-Okrilla.
Das Naturschutzgebiet wurde durch eine Verordnung des Regierungspräsidiums Dresden vom 14. November 1995 einstweilig sichergestellt. Diese Verordnung wurde am 23. Dezember 1998 verlängert. Mit der Verordnung des Regierungspräsidiums Dresden vom 15. Juli 1999 (SächsABl. S. 705) wurde das Naturschutzgebiet festgesetzt. Diese Festsetzung wurde zuletzt geändert am 6. November 2001 (SächsABl. S. 1142).
Das Naturschutzgebiet ist Bestandteil des FFH-Gebietes Nr. 4748-303 „Moorwaldgebiet Großdittmannsdorf“.

## Beschreibung
Das Gebiet umfasst das Moor- und Quellgebiet des Pechflusses und die angrenzenden Auflächen am Südwestrand der Laußnitzer Heide. Der Schutzzweck ist u. a. die Bewahrung und Entwicklung folgender Biotopstrukturen: Waldmoore, Sümpfe, seggen- und binsenreiche Nassstandorte, Moorwälder, Quellbereiche, naturnahe Kleingewässer, Verlandungsbereiche stehender Gewässer, höhlenreiche Altholzinseln und höhlenreiche Einzelbäume.